# 진주경로당
진주경로당(晋州敬老堂)은 대한민국 경상남도 진주시 옥봉동에 있는 일제강점기의 건축물이다. 2004년 10월 21일 경상남도의 문화재자료 제359호 진주 옥봉경로당으로 지정되었다가, 2015년 11월 5일 진주경로당으로 명칭이 변경되었다.

## 문화재 지정사유
조선시대 말 보로당(保老堂)으로 불렸으며 개화기에 세워진 진주시 최초의 양로시설이며 현재의 건물은 1934년 일제시대에 중건되었으나 지방에서의 건출물의 용도분화를 살펴볼 수 있는 자료로 학술적 가치가 있고 보존상태가 양호하므로 문화재자료로 지정하여 보존할 필요가 있다고 사료된다.

## 참고 자료
- 진주 경로당 - 국가유산청 국가유산포털